# 萨卢姆河

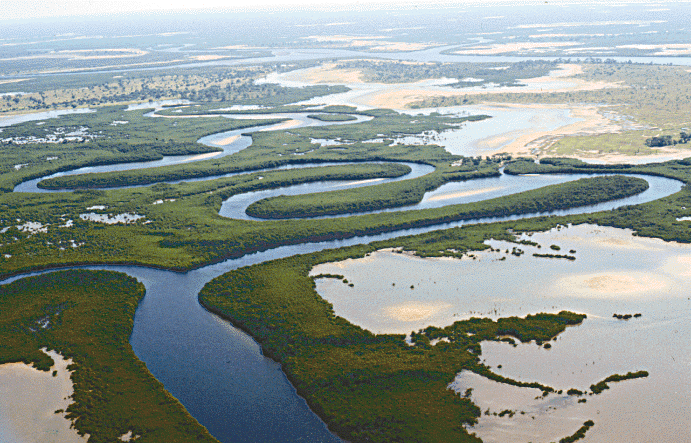
萨卢姆河

萨卢姆河（法語：Saloum）是塞内加尔的一条河，发源于考拉克东部约105千米处，注入大西洋。河流入海口的萨卢姆河三角洲现设立为萨卢姆河三角洲国家公园，2011年列入世界遗产名录 。
从河口向上游大约70千米的河流两岸是红树林。河流附近栖息200多种鸟类、110多种鱼类和35种哺乳动物 。